# NGC 1817
NGC 1817 est un amas ouvert ou un groupe d'étoiles situé dans la constellation du Taureau. Il a été découvert par l'astronome germano-britannique William Herschel en 1784.
NGC 1817 est à environ 1 972 pc (∼6 430 al) du système solaire et les dernières estimations donnent un âge de 410 millions d'années. La taille apparente de l'amas est de 20,0 minutes d'arc, ce qui, compte tenu de la distance, donne une taille réelle maximale d'environ 37 années-lumière.
Selon la classification des amas ouverts de Robert Trumpler, cet amas renferme entre 50 et 100 étoiles (lettre m) dont la concentration est moyennement faible (III) et dont les magnitudes se répartissent sur un petit intervalle(le chiffre 1). 